# Davide Campari-Milano
Davide Campari-Milano N.V. è una società olandese, che opera nel settore alimentare ed è attiva oltre che nella produzione delle bevande analcoliche, anche nel settore delle bevande alcoliche dove è tra i leader mondiali. I prodotti di punta della società è lo storico Campari e Aperol.

## Storia

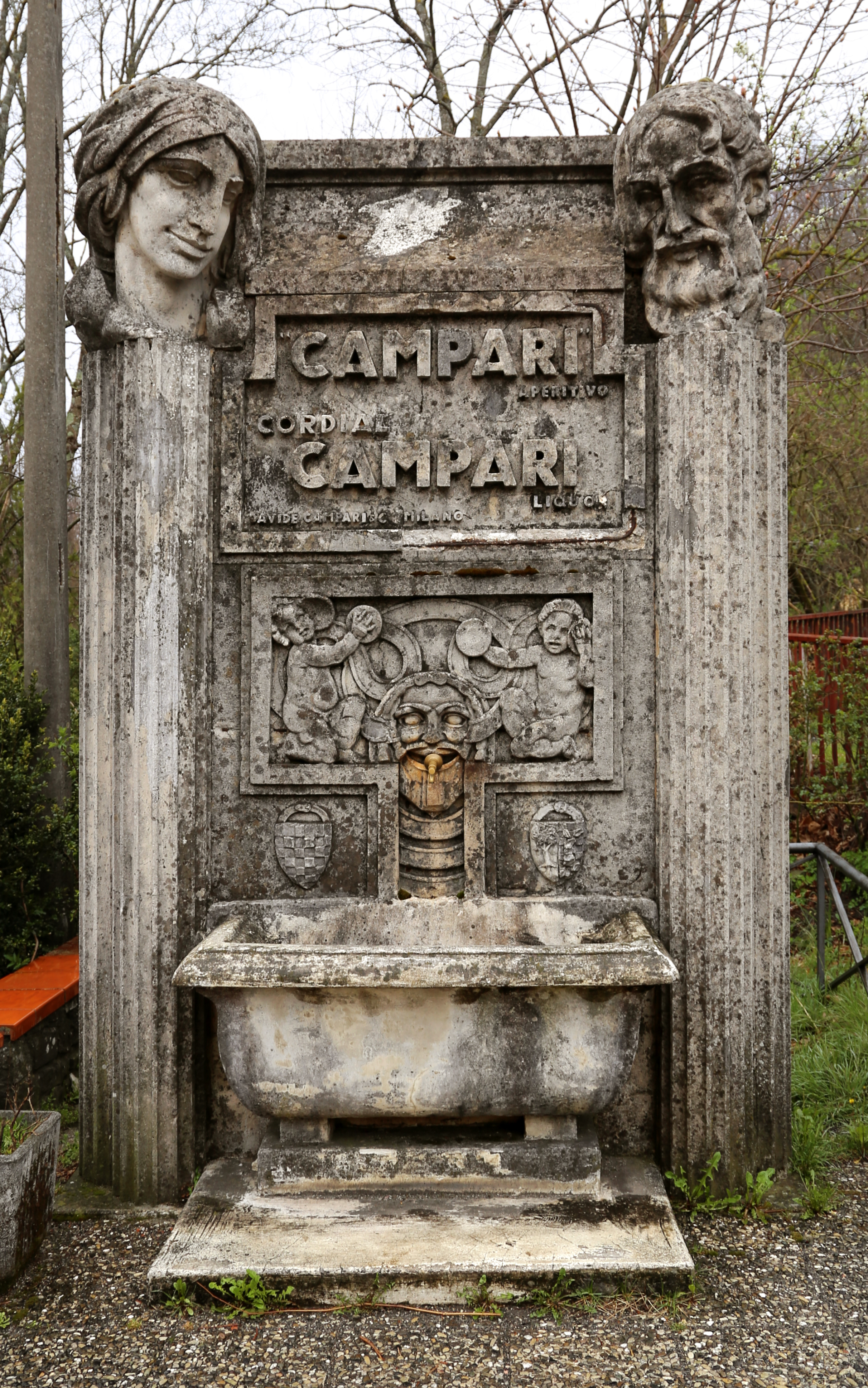
Fontana Campari a “Le Piastre” (Pistoia)

### Gli inizi
L'azienda inizia in un piccolo bar di Novara: il Caffè dell'Amicizia, acquistato da Gaspare Campari nel 1860 e dove, in quegli anni, nascerà e si perfezionerà la ricetta di Campari

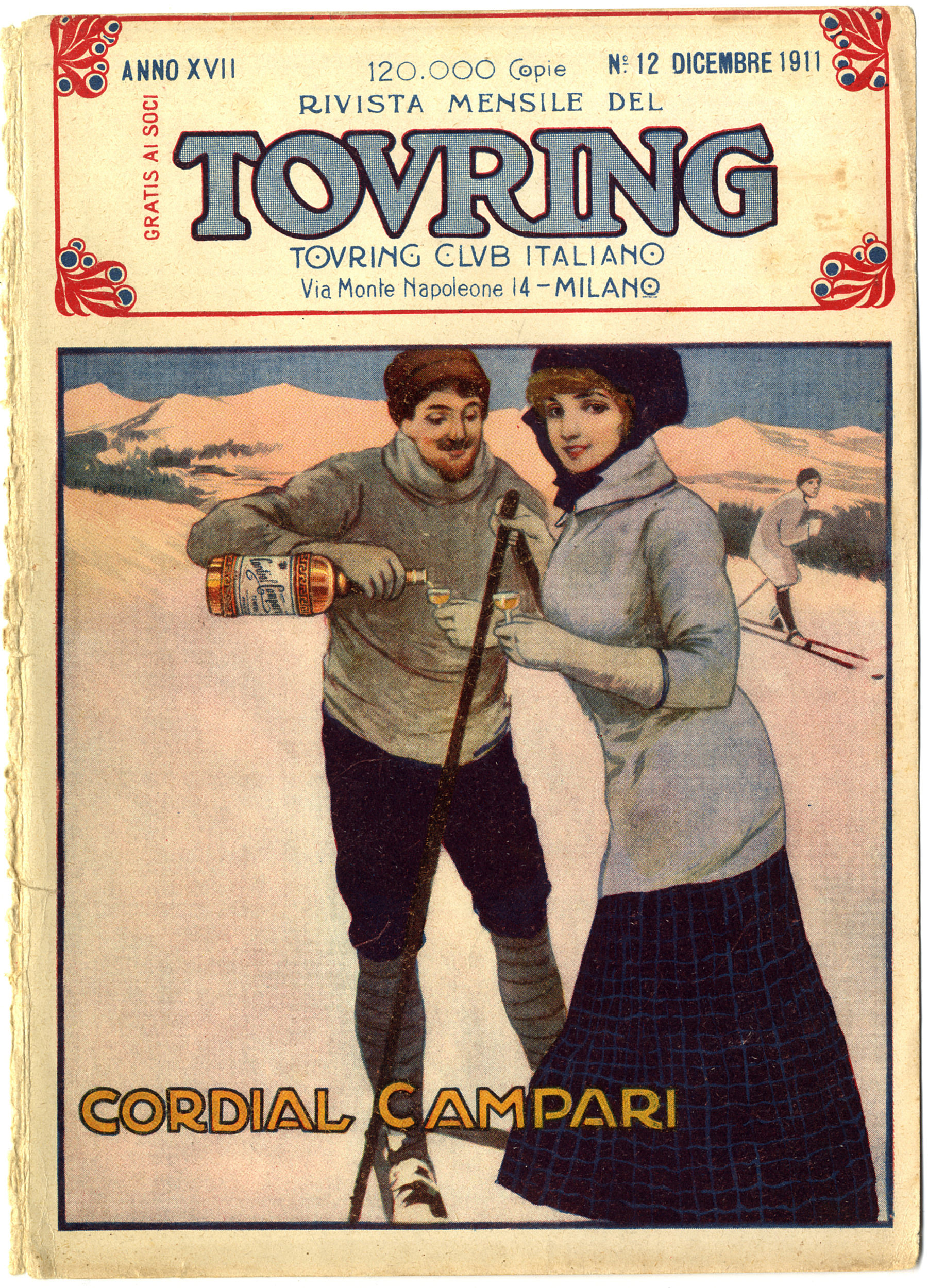
Illustrazione pubblicitaria del Cordial Campari nella copertina della rivista mensile del Touring Club Italiano, 12 dicembre 1911.

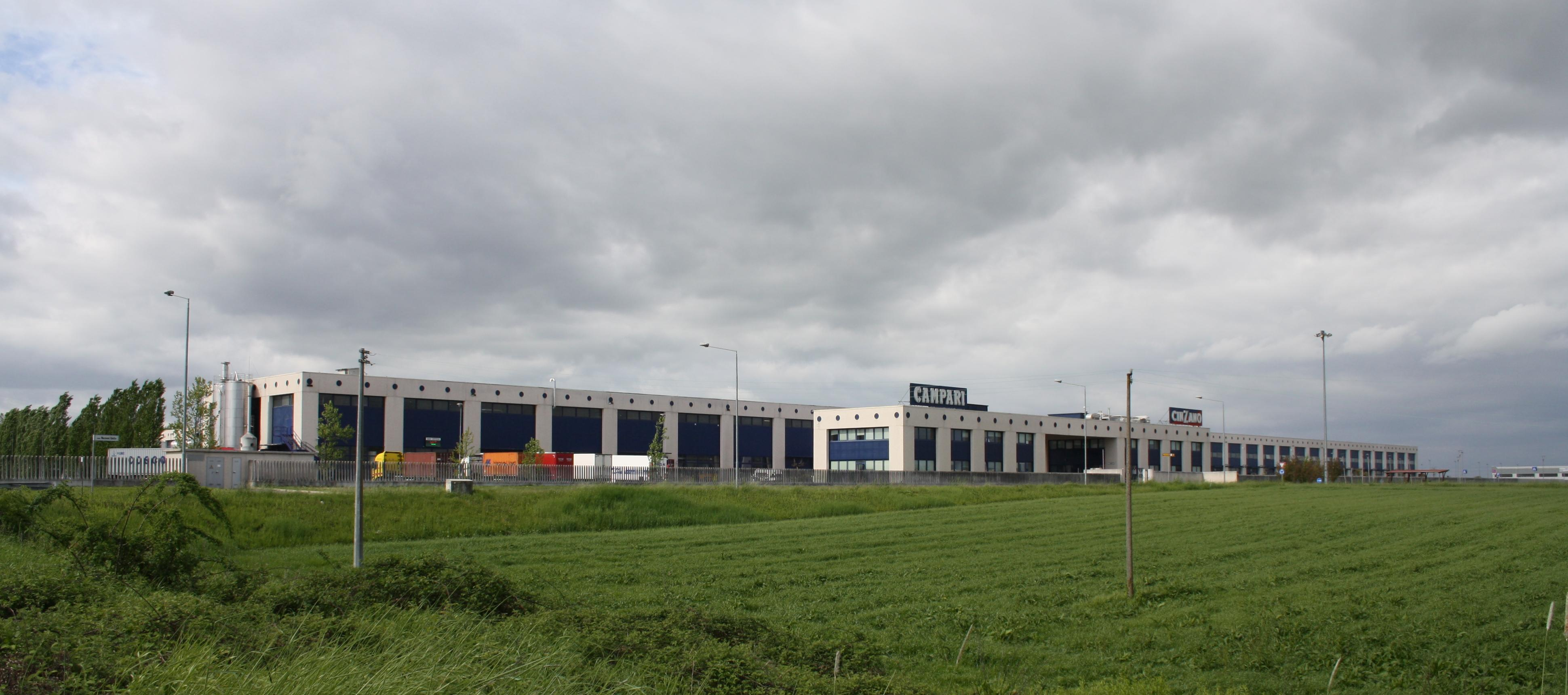
Lo stabilimento Campari a Novi Ligure

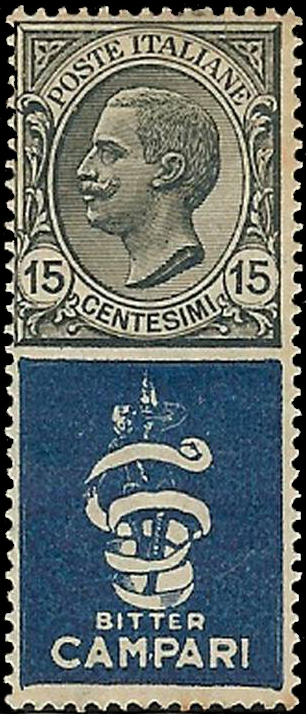
Un francobollo da 15 centesimi di lire con appendice pubblicitaria Campari

Gaspare Campari si trasferisce con l’azienda a Milano nel 1862. Dopo anni di alterne vicende economiche tra Torino e Novara, apre il "Caffè Campari", e una distilleria prima sotto il Coperto dei Figini, poi all'angolo tra piazza Duomo e Galleria Vittorio Emanuele II. Nel retro bottega Gaspare allestisce un laboratorio in cui crea gli elisir che lo avrebbero reso famoso, primo fra tutti il Bitter all'uso d'Hollanda e successivamente il Cordiale.
Alla morte del fondatore, la gestione dell'azienda, già allora nota per il suo Bitter, passa a uno dei suoi cinque figli, Davide Campari, che nel 1896 cambia la denominazione in Gaspare Campari - Fratelli Campari Successori.
La moglie di Gaspare Campari, Letizia Galli, rimasta vedova nel 1882 prende le redini dell'attività di famiglia, per consegnarla in seguito al figlio.
Sarà proprio Davide a dare un decisivo impulso alla società, sia sul piano dello sviluppo industriale, con l'apertura nel 1904 degli stabilimenti di Sesto San Giovanni, sia concentrando la produzione su due prodotti, il Bitter e il Cordial. Nel 1910 viene trasformata in Davide Campari & C.
Davide Campari, figlio di Letizia e Gaspare, nel 1915 apre il Camparino, sull'angolo opposto rispetto al Caffè Campari nella Galleria Vittorio Emanuele II. Nel 1919 cede il Campari e il Camparino. L'azienda si concentra sulla produzione di Campari e Cordial, i prodotti con la maggior penetrazione di mercato.
Nel 1932 inizia la produzione del Campari Soda,il primo pre-mix "pronto all'uso" nella storia dei prodotti a bassa gradazione alcolica: e fu decisa una efficace campagna pubblicitaria affidata ai manifesti di Fortunato Depero e di altri artisti dell'epoca. L'artista futurista si era anche occupato della creazione dell'originale bottiglietta del Campari Soda, dalla forma conica a "calice rovesciato".
Con la morte di Davide Campari e della sorella Eva, nel 1943, l'altro fratello Guido Campari e il nipote Antonio Migliavacca trasformano la società in Davide Campari - Milano S.p.A. Gli anni settanta e ottanta vedono una continua espansione della società, con l'apertura e la crescita di unità commerciali o produttive sia in Italia che all'estero.
Nel 1982, l'ultima erede della famiglia Campari, Angiola Maria Migliavacca, vende la Davide Campari - Milano a Erinno Rossi e Domenico Garavoglia che ne diventano proprietari.

### Gruppo Campari
Dal 1994 Luca Garavoglia (classe 1969) è presidente della società, nonché numero uno della famiglia che controlla la maggioranza della Campari, già annunciato consigliere per conto di Fiat nel 2012 di RCS MediaGroup, soltanto dal marzo 2014 entra nel Cda in qualità di membro del Comitato per la remunerazione e le nomine.
Dal 1995 l'azienda intraprende una politica di grande sviluppo societario attraverso circa 20 acquisizioni di altri operatori del settore, tra cui:
- le attività italiane di Koninklijke BolsWessanen NV, meglio nota come Bols, con i marchi Crodino, Cynar, Lemonsoda, Oransoda, Biancosarti, Crodo e della licenza per la produzione e commercializzazione per l'Italia dell'amaro Jägermeister: l'operazione ha richiesto un impegno di 350 miliardi di lire, ma ha fatto raggiungere al gruppo il 20% del mercato italiano degli alcolici e il 23% del settore aperitivi[15][16][17]
- le attività della Barbero 1891 e i marchi Aperol, Aperol Soda, Mondoro, Barbieri e Serafino[18], tramite accordo da 150 milioni di euro[19]
- una quota di minoranza di Skyy Spirits LLC poi interamente acquisita nel 2009 e ridenominata Campari America
- la proprietà del marchio Zedda Piras, tramite l'acquisizione nel 2002 di Sella&Mosca; l'acquisizione della distilleria e del marchio Glen Grant nel 2006

A ciò si aggiungono la stipula di accordi di licenza o di distribuzione esclusiva di prodotti di proprietà di soggetti terzi, come ad esempio la distribuzione dei prodotti SKYY Spirits e la distribuzione del Tè Lipton fino al 2006.
Nel 2001 si quota alla Borsa di Milano al prezzo di 31 euro per azione. Nel 2005 viene aperto l'impianto di Novi Ligure. Con un impegno finanziario di 433 milioni di euro, nel 2009 acquista Wild Turkey, detentrice dei marchi Wild Turkey e American Honey: si tratta della più grande acquisizione mai fatta da Campari. Con il 2012 arriva anche l'acquisizione di Lascelles, leader del rum in Giamaica.
Il 3 settembre 2012 Campari acquista l'81,4% di Lascelles de Mercado, un'azienda giamaicana produttrice di rum.
Nel 2014 Campari acquisisce il 100% di Fratelli Averna, storica azienda di Caltanissetta produttrice dell'omonimo amaro e titolare dei marchi Braulio e Frattina. Il controvalore dell'operazione è di 103,75 milioni di euro, composto da un prezzo di 98 milioni e da un debito finanziario netto di 5,75 milioni di euro.
Nel 2016 Campari raggiunge un accordo con la famiglia che controlla Societé des Produits Marnier Lapostolle (Spml), titolare del marchio Grand Marnier, per rilevarne il 17,19% e lanciare un'Opa ad un prezzo unitario di 8,05 euro per azione sulle azioni sul mercato (in totale 684 milioni di euro). Nello stesso anno, in marzo, per 3 milioni cede ad una cordata di imprenditori locali il business Casoni Fabbricazione Liquori, una società modenese (produzione di liquori e attività di imbottigliamento per conto terzi con stabilimenti a Modena e in Slovacchia) che faceva parte del Gruppo Averna. In dicembre vende il business dei vini fermi, cedendo Sella & Mosca e Teruzzi & Puthod srl a Terra Moretti Distribuzione per 62 milioni. Sempre in dicembre cede per una trentina di milioni i vini Lapostolle in Cile.
Nell'ottobre 2017 la società vende per 80 milioni di euro Lemonsoda, Oransoda e il marchio Crodo (ma non il Crodino) ai danesi di Royal Unibrew, noti in Italia per il loro prodotto di punta, la birra Ceres. Alla fine dell'anno il Gruppo Campari rileva per 52,5 milioni di euro il Cognac Bisquit dal gruppo australiano Distell.
Nel dicembre 2019 Gruppo Campari annuncia di aver trovato un accordo con Baron Philippe de Rothschild S.A. per rilevare per una cifra pari a circa 60 milioni di € il suo distributore sul mercato francese Philippe de Rothschild France Distribution (RFD); l'acquisto viene perfezionato nel febbraio 2020 e la denominazione della società acquisita viene cambiata in Campari France Distribution.
A dicembre 2024 il Gruppo ha annunciato la nomina a Ceo di Simon Hunt, che andrà  a sostituire gli attuali co-Ceo ad interim Paolo Marchesini, Chief financial and operating officer, e Fabio Di Fede, Chief Legal and M&A Officer.

### Struttura e controllo
All'inizio del 2019 viene portata a termine, dopo una serie di operazioni che riguardano anche immobili in Costa Smeralda, Roma, Milano, New York, Montecarlo, la fusione tra Alicros, la società italiana che ha il controllo del gruppo Campari, e Lagfin, un'accomandita con sede in Lussemburgo che ha la maggioranza di Alicros. In questo modo viene accorpato il controllo del gruppo in Lagfin, con la conseguente scomparsa di Alicros. Nella Lagfin Luca Garavoglia ha la maggioranza (51% del capitale e 64% dei diritti di voto), mentre un'altra quota del 46% detenuta nella cassaforte lussemburghese del Gruppo dalla sorella Alessandra è intestata a una fiduciaria della banca ginevrina Pictet.
Nel febbraio 2020, dopo l'approvazione dei conti 2019, il cda di Campari ha inoltre proposto agli azionisti lo spostamento della sede legale del Gruppo in Olanda con la trasformazione della forma societaria in una N.V.(Naamloze Vennootschap, la società per azioni nel diritto olandese). Il Gruppo ha comunque assicurato che il domicilio fiscale continuerà a rimanere in Italia.

## Impianti
Nel 2025 il Gruppo Campari conta 18 stabilimenti produttivi nel mondo: quattro in Italia (Canale, Novi Ligure, Alghero e Caltanissetta), tre in Giamaica e in Francia e uno stabilimento in Brasile, Grecia, Scozia, Messico, Australia, Stati Uniti, Canada e Argentina.
Conta oltre 4.700 dipendenti in tutto il mondo, tra cui 1200 solo in Italia, nella sede centrale di Sesto San Giovanni e nei quattro siti produttivi.

## Settori e marchi del Gruppo Campari
| Aperitivi                   | Aperol, Campari, Campari Soda, Cinzano, Crodino                                                        |
| Champagne                   | Lallier                                                                                                |
| Brandy & Cognac             | Bisquit, Courvoisier                                                                                   |
| Gin                         | Bickens, Bulldog, O'Ndina                                                                              |
| Liquori e Amari             | Ancho Reyes, Averna, Braulio, Cynar, Dreher, Frangelico, Grand Marnier, Ouzo 12, Sagatiba, Zedda Piras |
| Mezcal                      | Montelobos                                                                                             |
| Rum                         | Appleton Estate, La Mauny, Old Smuggler, Trois Rivières, Wray and Nephew                               |
| Spumanti                    | Cinzano, Mondoro, Riccadonna                                                                           |
| Tequila                     | Cabo Wabo, Espolòn                                                                                     |
| Vodka                       | Skyy                                                                                                   |
| Whiskey Americano (Bourbon) | Wild Turkey                                                                                            |
| Whisky Canadese (Rye)       | Forty Creek                                                                                            |
| Whisky Scozzese (Scotch)    | Glen Grant, Old Smuggler                                                                               |

## Aziende e gruppi del settore

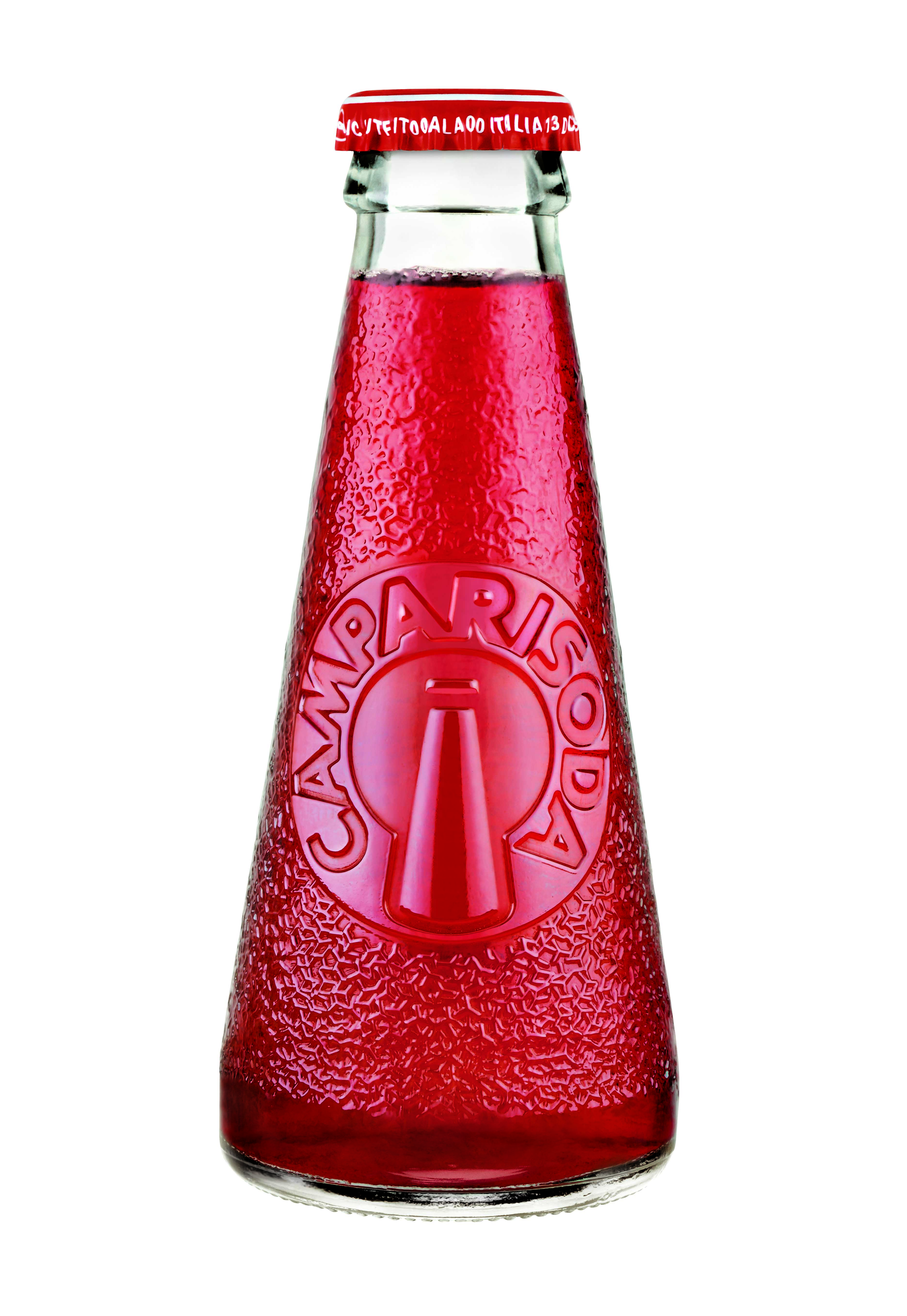
La bottiglia del Campari Soda.

Il Gruppo Campari è leader nel settore aperitivi e nel 2017 il sesto al mondo negli alcolici di marca:
- Diageo
- Pernod Ricard
- Bacardi
- Brown-Forman
- Beam Suntory
- Campari Group
- Constellations Brands
- E&J Distillers
- Mast-Jagermeister
- The Edington Group

Fonte: Campari Group, presentazione corporate 2017

### Marchi a priorità globale
Sono oltre 50 i marchi del Gruppo Campari. Questi rappresentano il 57% del giro d'affari:
- Campari - 10%
- Aperol   - 20%
- SKYY Vodka - 6%
- Wild Turkey (bourbon) - 8%
- Rum des Antilles con Appleton Estate - 6%
- Grand Marnier - 7%

### Marchi a priorità regionale
Rappresentano il 19% del giro d'affari:
- Cynar
- Amaro Averna
- Braulio
- Glen Grant
- Corolans & Frangelico
- Espolòn
- Cinzano
- Mondoro & Riccadonna
- Altri

### Marchi a priorità locale
Rappresentano il 12% del giro d'affari:
- Campari Soda
- Crodino
- Wild Turkey ready to drink
- Dreher & Sagatiba
- Ouzo "12"
- Altri

### Resto del portafoglio
Rappresenta il 12% del giro d'affari.

## Dati economici
Campari Group ha chiuso il 2016 con un fatturato di 1,72 miliardi.
Ebitda di 372,1 milioni, utile netto di 198,6 milioni.
In base alle aree geografiche, i ricavi provengono: per il 42% dalle Americhe (720 milioni di euro), per il 31% dall'Europa meridionale, dal Medio Oriente e dall'Africa (532 milioni di euro), per il 20% dall'Europa centrale, settentrionale e orientale (342 milioni di euro), per il 7% dall'Asia (128 milioni di euro). L'azienda ha nel 2016 4 172 dipendenti. Nel 2012 i dipendenti erano 2 450, di cui 853 in Italia..
Nel 2017 i ricavi hanno raggiunto 1,816 miliardi di euro, l'Ebitda ha toccato quota 451 milioni, l'Ebit 350. L'utile netto è stato di 356 milioni di euro. Nel 2018 i ricavi sono scesi a 1,7 miliardi di euro (-2,4%), l'utile netto è stato di 296 milioni (-16,9%) e l'utile rettificato di 249,3 milioni (+6,8%), l'Ebitda rettificato a 432,6 milioni (-1,1%).
Il fatturato 2019 è stato pari a 1,842 miliardi di €; gli utili hanno raggiunto quota € 308 milioni (+10% rispetto all'esercizio precedente).
Gli incrementi sulle vendite del 2021 hanno reso il Gruppo Campari la 33ª azienda al mondo per vendite nel settore del beverage 

## Azionariato
Davide Campari - Milano S.p.A. azionariato comunicato alla Consob alla data del 28 febbraio 2020:
- Lagfin S.C.A. (Luca Garavoglia): 64,349%
- Cedar Rock Capital Limited (Andrew Brown): 9,964%
- Luca Garavoglia: 0,041%